# Copa da Albânia
A Copa da Albânia (albanês: Kupa e Shqipërisë) é uma competição de futebol da Albânia, classificatória a UEFA Europa League. Foi fundada em 1939 tendo até hoje 65 edições do torneio.
Pela primeira vez, uma competição de taça foi realizada na Albânia em 1939. Naquela época a competição ainda se chamava Kupa e Mbretit (Copa do Rei). Por causa do início da Segunda Guerra Mundial no mesmo ano, nenhuma outra copa foi disputada. só em 1948 é que a competição da taça foi reintroduzida, desta vez com o nome de Kupa e Republikës (Copa da República).
Desde 1989, uma Supercopa (SuperKupa) é realizada na Albânia, o jogo entre o vencedor do campeonato albanês e o vencedor da taça, que ocorre no início de cada temporada.
O maior campeão da história do torneio é o KF Tirana com 16 titulos, em seguida o Partizani Tirana 15, seguido do Dinamo Tirana com 13, um total dominio  da capital Tirana na competição.

## Campeões e vices
| Edição    | Campeão                | Resultado              | Vice                   |
| --------- | ---------------------- | ---------------------- | ---------------------- |
| 1938–39   | Tirana                 | RR                     | Vllaznia Shkodër       |
| 1940–47   | competition não jogada | competition não jogada | competition não jogada |
| 1948      | Partizani Tirana       | 5–2                    | Tirana                 |
| 1949      | Partizani Tirana       | 1–0                    | Tirana                 |
| 1950      | Dinamo Tirana          | 2–1                    | Partizani Tirana       |
| 1951      | Dinamo Tirana          | 3–2                    | Partizani Tirana       |
| 1952      | Dinamo Tirana          | 4–1                    | Tirana                 |
| 1953      | Dinamo Tirana          | 2–0                    | Partizani Tirana       |
| 1954      | Dinamo Tirana          | 2–1                    | Partizani Tirana       |
| 1955–1956 | competição não jogada  | competição não jogada  | competição não jogada  |
| 1957      | Partizani Tirana       | 2–0                    | Lokomotiva Durrës      |
| 1958      | Partizani Tirana       | 4–0                    | Skënderbeu Korçë       |
| 1959      | competição não jogada  | competição não jogada  | competição não jogada  |
| 1960      | Dinamo Tirana          | 2–0 Agg.               | Flamurtari Vlorë       |
| 1961      | Partizani Tirana       | 2–1 Agg.               | Besa Kavajë            |
| 1962      | competição não jogada  | competição não jogada  | competição não jogada  |
| 1962–63   | Tirana                 | 3–3 Agg. 4–2 (p)       | Besa Kavajë            |
| 1963–64   | Partizani Tirana       | 3–0                    | Tomori Berat           |
| 1964–65   | Vllaznia Shkodër       | 1–0                    | Skënderbeu Korçë       |
| 1965–66   | Partizani Tirana       | 6–4 Agg.               | Vllaznia Shkodër       |
| 1966–67   | competição não jogada  | competição não jogada  | competição não jogada  |
| 1967–68   | Partizani Tirana       | 4–1                    | Vllaznia Shkodër       |
| 1968–69   | competição não jogada  | competição não jogada  | competição não jogada  |
| 1969–70   | Partizani Tirana       | 4–1 Agg.               | Vllaznia Shkodër       |
| 1970–71   | Dinamo Tirana          | 2–0                    | Besa Kavajë            |
| 1971–72   | Vllaznia Shkodër       | 2–2 Agg. 4–3 (p)       | Besa Kavajë            |
| 1972–73   | Partizani Tirana       | 1–0                    | Dinamo Tirana          |
| 1973–74   | Dinamo Tirana          | 1–0                    | Partizani Tirana       |
| 1974–75   | Elbasani               | 2–0 Agg.               | Lokomotiva Durrës      |
| 1975–76   | Tirana                 | 4–1 Agg.               | Skënderbeu             |
| 1976–77   | Tirana                 | 3–3 Agg. 4–3 (p)       | Dinamo Tirana          |
| 1977–78   | Dinamo Tirana          | 1–0 Agg.               | Lushnja                |
| 1978–79   | Vllaznia Shkodër       | 3–2 Agg.               | Dinamo Tirana          |
| 1979–80   | Partizani Tirana       | 2–1 Agg.               | Elbasani               |
| 1980–81   | Vllaznia Shkodër       | 6–3 Agg.               | Besa Kavajë            |
| 1981–82   | Dinamo Tirana          | 3–3 Agg. (a)           | Tirana                 |
| 1982–83   | Tirana                 | 1–0                    | Flamurtari Vlorë       |
| 1983–84   | Tirana                 | 2–1                    | Flamurtari Vlorë       |
| 1984–85   | Flamurtari Vlorë       | 2–1                    | Partizani Tirana       |
| 1985–86   | Tirana                 | 3–1                    | Vllaznia Shkodër       |
| 1986–87   | Vllaznia Shkodër       | 4–3 Agg.               | Flamurtari Vlorë       |
| 1987–88   | Flamurtari Vlorë       | 1–0                    | Partizani Tirana       |
| 1988–89   | Dinamo Tirana          | 1–1 (aet) 3–1 (p)      | Partizani Tirana       |
| 1989–90   | Dinamo Tirana          | 1–1 (aet) 4–2 (p)      | Flamurtari Vlorë       |
| 1990–91   | Partizani Tirana       | 1–1 (aet) 4–3 (p)      | Flamurtari Vlorë       |
| 1991–92   | Elbasani               | 2–1                    | Besa Kavajë            |
| 1992–93   | Partizani Tirana       | 1–0                    | Albpetrol Patos        |
| 1993–94   | Tirana                 | 1–0 Agg.               | Teuta Durrës           |
| 1994–95   | Teuta Durrës           | 0–0 (aet) 4–3 (p)      | Tirana                 |
| 1995–96   | Tirana                 | 1–1 (aet) 4–3 (p)      | Flamurtari Vlorë       |
| 1996–97   | Partizani Tirana       | 2–2 (aet) 4–3 (p)      | Flamurtari Vlorë       |
| 1997–98   | Apolonia Fier          | 1–0                    | Lushnja                |
| 1998–99   | Tirana                 | 0–0 (aet) 3–0 (p)      | Vllaznia Shkodër       |
| 1999–00   | Teuta Durrës           | 0–0 (aet) 5–4 (p)      | Lushnja                |
| 2000–01   | Tirana                 | 5–0                    | Teuta Durrës           |
| 2001–02   | Tirana                 | 1–0                    | Dinamo Tirana          |
| 2002–03   | Dinamo Tirana          | 1–0                    | Teuta Durrës           |
| 2003–04   | Partizani Tirana       | 1–0                    | Dinamo Tirana          |
| 2004–05   | Teuta Durrës           | 0–0 (aet) 6–5 (p)      | Tirana                 |
| 2005–06   | Tirana                 | 1–0                    | Vllaznia Shkodër       |
| 2006–07   | Besa Kavajë            | 3–2                    | Teuta Durrës           |
| 2007–08   | Vllaznia Shkodër       | 2–0                    | Tirana                 |
| 2008–09   | Flamurtari Vlorë       | 2–1                    | Tirana                 |
| 2009–10   | Besa Kavajë            | 2–1 (aet)              | Vllaznia Shkodër       |
| 2010–11   | Tirana                 | 1–1 (aet) 4–3 (p)      | Dinamo Tirana          |
| 2011–12   | Tirana                 | 1–0 (aet)              | Skënderbeu             |
| 2012–13   | Laçi                   | 1–0 (aet)              | Bylis Ballsh           |
| 2013–14   | Flamurtari Vlorë       | 1–0                    | Kukësi                 |
| 2014–15   | Laçi                   | 2–1                    | Kukësi                 |
| 2015–16   | Kukësi                 | 1–1 (aet) 5–4 (p)      | Laçi                   |
| 2016–17   | Tirana                 | 3–1 (aet)              | Skënderbeu             |
| 2017–18   | Skënderbeu             | 1–0                    | Laçi                   |
| 2018–19   | Kukësi                 | 2–1                    | Tirana                 |
| 2019–20   | Teuta Durrës           | 2–0                    | Tirana                 |

## Performance por clube
| Clube                            | Títulos | Vices | Edições                                                                                        |
| -------------------------------- | ------- | ----- | ---------------------------------------------------------------------------------------------- |
| KF Tirana                        | 16      | 8     | 1939, 1963, 1976, 1977, 1983, 1984, 1986, 1994, 1996, 1999, 2001, 2002, 2006, 2011, 2012, 2017 |
| Partizani Tirana                 | 15      | 8     | 1948, 1949, 1957, 1958, 1961, 1964, 1966, 1968, 1970, 1973, 1980, 1991, 1993, 1997, 2004       |
| Dinamo Tirana                    | 13      | 6     | 1950, 1951, 1952, 1953, 1954, 1960, 1971, 1974, 1978, 1982, 1989, 1990, 2003                   |
| Vllaznia Shkodër                 | 6       | 8     | 1965, 1972, 1979, 1981, 1987, 2008                                                             |
| Flamurtari Vlorë                 | 4       | 8     | 1985, 1988, 2009, 2014                                                                         |
| Teuta Durrës (Lokomotiva Durrës) | 4       | 6     | 1995, 2000, 2005, 2020                                                                         |
| Besa Kavajë                      | 2       | 6     | 2007, 2010                                                                                     |
| KF Elbasani ( Labinoti Elbasan)  | 2       | 1     | 1975, 1992                                                                                     |
| KF Laçi                          | 2       | 1     | 2013, 2015                                                                                     |
| FK Kukësi                        | 2       | 2     | 2016, 2019                                                                                     |
| Apolonia Fier                    | 1       | –     | 1998                                                                                           |
| Skënderbeu                       | 1       | 5     | 2018                                                                                           |
| KS Lushnja ( Traktori Lushnje)   | –       | 3     | –                                                                                              |
| Tomori Berat                     | –       | 1     | –                                                                                              |
| Albpetrol Patos                  | –       | 1     | –                                                                                              |
| Bylis Ballsh                     | –       | 1     | –                                                                                              |

## Por Cidades
- Tirana  : 44
- Shkodër : 06
- Vlorë  :04
- Durrës  :03
- Kavajë  :02
- Elbasani :02
- Laç  :02
- Kukës  :01
- Fier  :01

## Sítios
Albania Cup